# Sint-Annakapel (Vollezele)

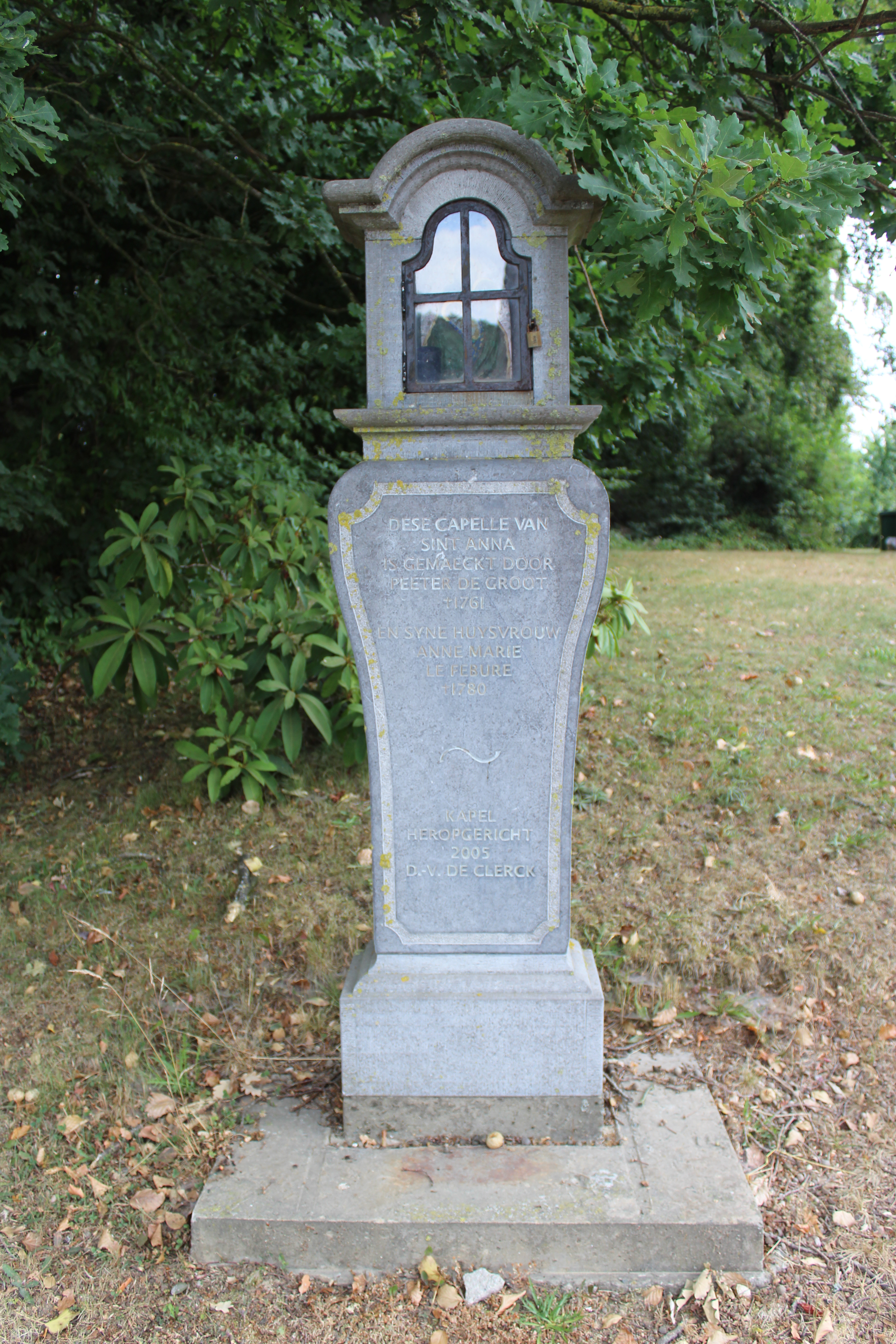
Sint-Annakapel

De Sint-Annakapel in Vollezele, staat op de top van de Repingestraat. De huidige kapel is een kopie van de oorspronkelijke kapel uit de 18e eeuw. 
Op de kapel stond de tekst: 
Dese capelle van Sint Anna is gemaaeckt door Peter de Groot die gestorven is den 14 juny 1761 en Anne marie lefebvre syne huysvrou geboortig te Marck die gestorven is den 8 meerte 1780. Bidt voor hunne zielen.
De oorspronkelijke kapel werd vernield door een auto die van de weg raakte in 1984. De arduinen restanten van de kapel werden ontvreemd. 20 jaar later kwam de vraag van enkele omwonenden om de kapel terug te heroprichten. Het college van Burgemeester en schepenen werd aangesproken en deze dienden op 11 maart 2004 een aanvraag voor bouwvergunning voor het plaatsen van een (weg-)kapel op openbaar domein. Dirk Van den Bruele uit Haalter maakte het ontwerp gebaseerd op het oorspronkelijk model en het werd ook in zijn atelier gerealiseerd. De kapel oogt slanker dan de oorspronkelijke en de tekst is een ingekorte versie. De eigenlijke realisatie kwam er met dank aan de familie Dominiek en Veronique De Clerck dewelke hun namen onderaan vermeld werden.